# Donwilhelmsita
La donwilhelmsita és un mineral de la classe dels silicats. Rep el nom en honor de Don Edward Wilhelms (nascut el 5 de juliol de 1930, Los Angeles, Califòrnia, EUA), geòleg del United States Geological Survey (USGS), qui va contribuir significativament a la cartografia geològica de la Lluna i a l'entrenament geològic dels astronautes de les missions Apollo. Va escriure "La història geològica de la lluna" sobre l'estratigrafia lunar i "A una lluna rocosa: història d'un explorador lunar d'un geòleg".

## Característiques
La donwilhelmsita és un silicat de fórmula química CaAl₄Si₂O11. Va ser aprovada com a espècie vàlida per l'Associació Mineralògica Internacional l'any 2019, sent publicada per primera vegada el 2020. Cristal·litza en el sistema hexagonal. Estructuralment es troba relacionada amb la zagamiïta. L'hàbit acicular i la mida molt petita d'aquestes fases reflecteixen un ràpid creixement dels cristalls durant pressions de xoc elevades en menys de desenes de microsegons.
L'exemplar que va servir per a determinar l'espècie, el que es coneix com a material tipus, es troba conservat a les col·leccions mineralògiques del Museu d'Història Natural de Viena (Àustria), amb el número de catàleg: nhmw-o104.

## Formació i jaciments
Va ser descoberta al meteorit lunar Oued Awlitis 001, un meteorit trobat en el mes de juny de l'any 2014 a la localitat de Jraifia, dins la província de Boujdour (Regió de Laâyoune-Sakia El Hamra, Marroc). Posteriorment també va ser descrita a Manicouagan, al Quebec (Canadà), sent els dos únics indrets on ha estat descrita aquesta espècie mineral, no havent-se trobat de cap altra manera a tot el planeta.